# That Was Then, This Is Now (livro)
That Was Then, This Is Now (Brasil: Passou, Já Era / Portugal: Tempos de Juventude) é um romance de Susan E. Hinton, publicado inicialmente em 1971. Foi adaptado ao cinema em 1985.

## Sinopse
O narrador do livro é Bryon Douglas, um jovem de uma família de baixos recursos, que vive com a sua mãe e com o seu amigo de sempre, Mark (cujos pais se mataram um ao outro).
Inicialmente, Mark e Bryon são dois jovens semi-deliquintes, com um passado de bandos, lutas e jogo. No entanto, ao longo da história uma série de eventos (o assassínio de Charlie - o dono do salão de jogos onde Mark e Bryon costumavam ir -, o namoro de Bryon com Cathy Carlson e os problemas do irmão desta, "M&M") levam Bryon a amadurecer e afastar-se de Mark, que continua a tentar levar a vida habitual.
O livro decorre no mesmo universo que The Outsiders, com a participação de vários personagem do primeiro livro (Ponyboy Curtis, os irmãos Sephard).